# Списак поштанских бројева у Грчкој
Грчки поштански систем администрира Грчка пошта (грч. Ελληνικά Ταχυδρομεία). Свака градска улица или сеоски регион има јединствени поштански број с 5 цифара. Прве три цифре идентифицирају град, општину или префектуру. У већим градовима, задње две цифре идентификују специфичне поштанске канцеларије.
Поштански бројеви почећи с бројевима 100 и 180 су коришћени за Атину; цифре 180 до 199 се користе за остале делове префектуре Атика, осим Крфа и Родоса. 
Компликован систем повезује бројеве који се користе за другу и трећу цифру са бројевима који се користе у четвртој и петој цифри.
1. У мање насељеним местима, трећа цифра је увек 0, док задње две цифре идентификују општине у префектури. Јер има мање општина у таквим регионима, задње две цифре никад нису преко 50 или 60.
2. У више насељеним местима, трећа цифра може бити чак 6 или 8, док четврте и пете цифре могу такође бити веће.
3. У већим градовима, трећа цифра никад није 0, али је од 1 до 9. Ако стигне 8 или 9, четврта и пета цифра такође има веће бројеве као што су 80 и 99.

Секвенце које почињу са 900 се не користе.
Сви поштански бројеви у Грчкој имају 5 цифара. До 1983. локални троцифрени системи су постојали у Атини и осталим већим градовима.

## Округ Ахаја
- 25002 - Патра
- 25006 - Абелокипи, Абелос
- 25008 - Аја Елеуса, Аја Параскеви Платановрисис
- 25015 - Аја Марина
- 25100 - Аја Ана
- 26221 - Патра (градске четврти Аја Софија и Аја Варвара)
- 26222 - Патра (градске четврти Аја Софија, Аја Тријада и Аја Варвара)
- 26223 - Патра (градске четврти Аја Софија и Аја Варвара)
- 26224 - Патра (градске четврти Аја Тријада и Аја Варвара)
- 26225 - Патра
- 26226 - Патра (градске четврти Аја Тријада и Аја Варвара)
- 26331 - Патра
- 26332 - Патра
- 26333 - Патра (градска четврт Аја Варвара)
- 26334 - Патра
- 26335 - Патра
- 26336 - Патра
- 26441 - Патра (градска четврт Аја Софија)
- 26442 - Патра (градска четврт Аја Софија)
- 26443 - Патра (градска четврт Аја Софија)
- 26500 - Патра, Аја Параскеви Петроту, 1. мали бизнис парк и 2. мали бизнис парк
- 26520 - Ампелакија

## Света Гора
- 63086 - Кареја, Манастир Есфигмен, Манастир Филотеј, Манастир Хиландар, Манастир Ивирон, Капсала, Манастир Каракал, Манастир Констамонит, Манастир Кутлумуш, Манастир Велика Лавра, Манастир Пантократор, Скит Светог Андреја, Скит Светог Пантелејмона, Скит Благовести, Скит Пророка Илије, Скит Светог Јована Претече, Манастир Ставроникита, Манастир Ватопед и Вигла
- 63087 - Манастир Дионисијат, Манастир Пантелејмон, Манастир Светог Павла, Дафни, Манастир Дохијар, Карулија, Катунакија, Керасија, Нови скит, Манастир Григоријат, Манастир Симонопетра, Скит Свете Ане, Скит Кавсокаливија, Вулефтирија, Манастир Ксенофонт, Манастир Ксиропотам и Манастир Зограф